# ウィリアム・ウィリス
ウィリアム・ウィリス（William Willis, 1837年5月1日- 1894年2月14日）は、幕末から明治維新にかけて日本の近代医学・医療の基礎を築き、発展に貢献したイギリス人医師（医学博士）・外交官。東京大学医学部前身・鹿児島大学医学部前身の創始者。日本に赤十字精神をもたらした。
幕末維新に駐日英国公使館の外交官・医官として来日し、東京の初代副領事になった。生麦事件をはじめ幕末の歴史的重要事件で数多くの人命を救い、日本人医師に実地指導をして西洋医学を広め、戊辰戦争で敵味方の区別なく治療をして、日本に赤十字精神をもたらした。後に、新政府の要請で東京の医学校兼病院（東京大学医学部前身）や鹿児島医学校兼病院（鹿児島大学医学部前身）の創始者となり、日本の近代医学・医療の基礎を築き、発展に貢献した。西南戦争勃発で帰国。後に、イギリス外務省からバンコクの総領事館付医官に任命され、タイ王国でも医学・医療の基礎を築き、発展に貢献した。

## 生涯
1837年、北アイルランドで生まれ、スコットランドのエディンバラ大学で医学を学んだ。卒業後、ロンドンのミドルセックス病院で勤務。
1862年、駐日英国公使館の領事館付医官として来日した。江戸高輪東禅寺の公使館に着任後、第二次東禅寺事件に遭遇。生麦事件に遭遇した際、誰よりも先に現場に向かい、その後、英国人被害者の治療と殺害されたリチャードソンの検死を行った。
1863年、薩英戦争ではイギリス人負傷者の治療に当たった。
1864年、横浜で初めて出来た薬局（横浜ディスペンサリー）を元公使館医官ジェンキンズ（Griffith Richard Jenkins）と共に開業した。予防医学において先駆的役割を果たした。幕府との覚書で国際疱瘡病院を設立した。イギリス公文書簡の中で予防接種を行った功績が高く評価された。下関戦争時、書記官兼務のためイギリス外務省への報告書で多忙をきわめた。
1866年、医官を務めるかたわら首席補佐官に昇進した（会計官兼務）。公使館業務の改善を行った。パークス公使や長崎の商人グラヴァーらと共に鹿児島に招待された。生麦事件をおこした島津久光や西郷隆盛らと会見。下関・宇和島訪問にも同行。フランス国王の孫と会見し、江戸の名所を案内した。
1867年、パークス公使に随行して、15代将軍徳川慶喜に謁見するために大坂城へ出向いた。パークス夫妻と共に富士山に登頂。
1868年1月1日、江戸副領事・神奈川副領事に昇進。神戸事件に遭遇し、負傷者を救助して治療を行った。鳥羽・伏見の戦い勃発で、京都から送還されてきた会津藩の負傷兵の治療を大坂で行った。薩摩藩大山巌の要請で京都の薩摩藩野戦病院で西郷従道など負傷者の治療に当たった。この時、開国後初めて外国人として朝廷から京都滞在を許された。親友のアーネスト・サトウと共に薩摩藩主島津忠義や西郷隆盛、大久保利通らから歓迎のあいさつを受けた。ここでウィリスは数人の日本人医師を助手として、麻酔を使用し、多くの銃弾摘出や手術を行い、優れた西洋医学の知識を広め名声を博した。その後、京都の土佐藩邸で、重病に陥った前土佐藩主山内容堂の大出血していた肝臓の治療を行った。この時、丁度起きた堺事件の謝罪をミットフォードと共に各国の公使に伝達するよう山内容堂から依頼された。大坂副領事代理を兼任する。パークスに随行し、参内途中に攘夷派から襲撃を受け、負傷者及び暗殺者の治療に当たった。天皇が英国公使を紫宸殿に引見、ウィリス随行。新政府の要請を受け、江戸城無血開城後の上野戦争（彰義隊討伐）などの戦傷者の治療に当たった。この時、ウィリスのために新政府軍は、横浜に軍陣病院（東大病院前身）を開設し、ウィリスは病院長として多くの医師達を指導した。東北戦争に従軍する。北越戦線軍陣病院に出動。この時、官軍の総督、公家、大名らを説得して敵兵捕虜の虐殺を防ぎ、博愛精神に基づき、敵味方の区別なく治療すべきと強く主張して、官軍のみならず、旧幕府軍から会津藩兵に至る全ての負傷者の治療に当たり、日本に赤十字精神をもたらした。会津で住民のために食料や物資が支給されるよう尽力した。
1869年、東京の副領事に復帰。戊辰戦争従軍後、明治天皇に謁見し、政府から感謝状、天皇から感謝の品が贈られた。新政府の要請で外交官の身分を持ったまま、31歳で東京医学校兼病院（東京大学医学部前身）の創始者となった。看護人として女子を採用。（東大病院看護婦の始まり）社会的地位を奪われた蘭方医や一部の政治家の思惑で、ドイツ医学に方針が変更。東京医学校兼病院長を退職した。
1870年、西郷隆盛や医師石神良策の招きに応え、イギリス外務省の副領事職を辞職して、鹿児島医学校（鹿児島大学医学部の前身）、鹿児島医学校病院（別名：赤倉病院、鹿児島城下小川町）を創設した。
1871年、鹿児島県士族江夏十郎の娘八重と結婚した。森有礼（文部大臣）からの要請で英語の発音指導に当たった。英国公使館書記官アダムズ（Francis Ottiwell Adams）の訪問を受けた。アダムズは公式の覚書「ウィリス博士の鹿児島病院」のなかで、ウィリスが医学教育や患者の治療だけでなく、公衆衛生や予防医学にも力を入れ、食生活の改善や、一般教育などの分野でも多くの業績をあげている事を報告した。
1872年、明治天皇に拝謁した。
1874年、政府は台湾に3600名の兵を出兵させるが、数百名の兵士がマラリアの伝染病に感染し送還されてきたので、ウィリスが治療し快復させた。
1875年5月、長期休暇を得、欧州の最新医学の吸収も目的としてイギリスに帰国。1876年4月、日本に帰還。
1877年、西南戦争勃発で帰国するまでの15年間、日本の近代医学・医療の基礎を築き、発展に貢献した。
1881年に再度日本に渡り職を探したが見つからず、二か月後にイギリスに帰国。サトウによれば、ウィリスは西郷隆盛と親しくしており、このことが西南戦争以後のウィリスの日本での立ち場を難しくしたと考えられた。1882年に名誉あるイングランド王立外科医師会フェロー号（Fellowship of the Royal College of Surgeons (F.R.C.S.)）を得る。
1885年、イギリス外務省からバンコクの英国総領事館付医官に任命された。公衆病院をはじめ、バンコク市内に大規模な私立病院を創設し、国王ラーマ5世や王弟をはじめ、多くの患者の治療に当たり、チュラロンコーン王朝の全面的支援を受けて、王子の推挙により王立医学校を設立した。
1892年、病気のために帰国するまでの８年間、タイの近代医学・医療の基礎を築き、発展に貢献した。
1893年、ケンブリッジ大学衛生学ディプロマを授与された。鹿児島の門下生らにより、頌徳記念碑が建立された。
1894年、故郷の北アイルランドで56歳の生涯を閉じた。イギリスの医学雑誌「ランセット」に追悼文が掲載された。

## 業績
ウィリスは講義と臨床実習を同時に行う重要性を説き、ベッドサイド・ティーチングを行った。また、医学の真の基礎は解剖学であるとし、病理解剖の必要性を説いた。日本初の妊産婦検診の実施、死肉食用禁止（衛生行政の始まり）、日本初の対緑内障虹彩切除、研修医制度の実施などを行った。さらに予防医学や公衆衛生にも力を入れ、食生活の改善を行い、上下水道、良質の水、暗渠排水の清潔な近代都市づくりなどを提唱し、各処に分院を新設した。門下生に高木兼寛（東京慈恵会医科大学創始者、海軍軍医総監）、上村泉三、中山晋平、實吉安純（海軍軍医総監）、三田村忠国、藤田圭甫、加賀美光賢、石神良策、鳥丸一郎、永田利紀、東清輝、森山晶則、指宿圭三、河村豊州、高城慎、池田謙斉、石黒忠直、佐々木東洋など。

## 人物
- 身重190.5cm,体重127kgだった[8]。
- アーネスト・サトウは、「これほど人情味のある医師はいない」と評し[9]、シャムでもウィリスと共に働いた[8]。

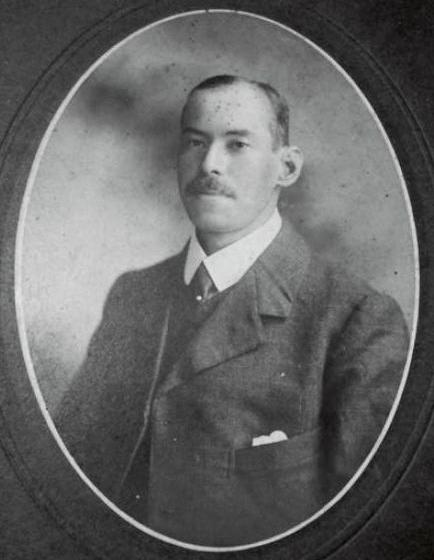
息子のアルバート・ウィリス。

## 家族
1871年に鹿児島で江夏八重(1850-1931)と結婚し、息子アルバートをもうけた。1881年に再来日した際にアルバートを引き取った。鮫島近二は論考で、結婚確認証があるとしている。八重の父親の江夏十郎は江戸生まれの侍だが、島津久光の御側役を務め、鹿児島城下の二本松馬場に住んでいた。ウィリスと八重は十郎の病気治療が縁で知り合った。八重は容姿に優れ、和歌が得意で藩の才媛と謳われていた女性で、ウィリスと馬に2人乗りするなど西欧的感覚にも富んでいたらしい。
八重との子・アルバート(宇利有平、1873-1943)は、ウィリスとともに1881年に8歳で渡英したが、1885年にウィリスがバンコクに赴任したため、オーストラリアへ渡航。イギリスへ帰国してケンブリッジ大学へ入学する予定だったが、父の死により断念した。1906年に来日して母と再会、関西大学などで教鞭をとる。奈良県奈良市の白毫寺に眠る。アルバートの孫に河内浩志。

## 映像化作品
- 木曜ゴールデンドラマ『江夏八重子の生涯』（1988年10月27日 日本テレビ・読売テレビ）- ウィリスをケン・フランネル、八重子を未来貴子、アルバートを植草克秀が演じた。鹿児島テレビ放送開局20周年記念番組[注釈 1]。

## 本人・関係者の記録（訳書）
- 『英国公使館員の維新戦争見聞記』中須賀哲朗訳、校倉書房、1981。他はローレンス・オリファントの見聞記
- ヒュー・コータッツィ『ある英人医師の幕末維新　W.ウィリスの生涯』中須賀哲朗訳、中央公論社、1985

近年刊の関連文献
- 山崎震一『ウイリアム・ウイリス伝　薩摩に英国医学をもたらした男』書籍工房早山、2019
- 吉村昭『生麦事件』新潮社 のち新潮文庫、新版・岩波書店
- アーネスト・サトウ『一外交官の見た明治維新』鈴木悠訳、講談社学術文庫、2021